# 塞鲁 (巴西)
塞鲁是巴西米纳斯吉拉斯州的一个市镇。总面积1217.645平方公里，总人口21494人，人口密度17.7人/平方公里。